# Miyazu
Miyazu (jap. 宮津市 Miyazu-shi) – miasto w Japonii, na wyspie Honsiu, w prefekturze Kioto, nad Morzem Japońskim.

## Położenie
Miasto leży w północnej części prefektury Kioto, nad zatoką Miyazu. Sąsiaduje z miastami: 
- Maizuru
- Fukuchiyama
- Kyōtango

## Historia
Miasto powstało 1 czerwca 1954 roku.

## Miejsca godne zwiedzenia
- Ama-no-hashidate – jeden z "trzech japońskich pejzaży" ("trzech słynnych widoków").

## Miasta partnerskie
- Chiny: Qinhuangdao
- Nowa Zelandia: Nelson (region)
- Stany Zjednoczone: Delray Beach